# 利伯蒂鎮區 (伊利諾伊州亞當斯縣)
利伯蒂鎮區（英語：Liberty Township）是位於美國伊利諾伊州亞當斯縣的一個行政鎮區。

## 地方資料
根據2010年美國人口普查的數據，利伯蒂鎮區的面積為95.60平方千米，當中陸地面積為95.50平方千米，而水域面積為0.10平方千米。當地共有人口1331人，而人口密度為每平方千米13人。